# Drosophila abregolineata
Drosophila abregolineata är en tvåvingeart som beskrevs av Duda 1925.

## Taxonomi och släktskap
Drosophila abregolineata ingår i släktet Drosophila, och familjen daggflugor.

## Utbredning
Artens utbredningsområde är Costa Rica.